# Municipio de Colfax (condado de Mecosta)
El municipio de Colfax (en inglés: Colfax Township) es un municipio ubicado en el condado de Mecosta en el estado estadounidense de Míchigan. En el año 2010 tenía una población de 1933 habitantes y una densidad poblacional de 20,82 personas por km².

## Geografía
El municipio de Colfax se encuentra ubicado en las coordenadas 43°40′47″N 85°22′40″O / 43.67972, -85.37778. Según la Oficina del Censo de los Estados Unidos, el municipio tiene una superficie total de 92.84 km², de la cual 90,93 km² corresponden a tierra firme y (2,06 %) 1,91 km² es agua.

## Demografía
Según el censo de 2010, había 1933 personas residiendo en el municipio de Colfax. La densidad de población era de 20,82 hab./km². De los 1933 habitantes, el municipio de Colfax estaba compuesto por el 95,29 % blancos, el 1,03 % eran afroamericanos, el 0,52 % eran amerindios, el 0,67 % eran asiáticos, el 0,26 % eran de otras razas y el 2,22 % eran de una mezcla de razas. Del total de la población el 1,19 % eran hispanos o latinos de cualquier raza.